# Edgar van Schotland
Edgar (Schots-Gaelisch: Etgair mac Maíl Choluim) (1074 – Edinburgh Castle, 8 januari 1107) was koning van Schotland 1097 – 1107. Hij was een zoon van Malcolm III en Margaretha van Schotland.
Edgar werd in 1097 koning van Schotland nadat, met behulp van de Engelse koning Willem II, zijn broer Edmund I en oom Donald III waren afgezet. Voorwaarde was wel dat hij de koning van Engeland als leenheer moest erkennen.
Zijn houding jegens Willem II en het afstaan van de Hebriden aan de koning van Noorwegen leverde hem de spottende bijnaam 'de vreedzame' op.
Edgar stierf ongehuwd en kinderloos werd begraven in de abdij van Dunfermline.